# Illice gamma
Illice gamma är en fjärilsart som beskrevs av Dyar 1904. Illice gamma ingår i släktet Illice och familjen björnspinnare. Inga underarter finns listade i Catalogue of Life.